# Diocèse de La Crosse
Le diocèse de La Crosse (Dioecesis Crossensis) est un territoire ecclésiastique de l'Église catholique romaine aux États-Unis. Son siège est à la cathédrale Saint-Joseph-Artisan de La Crosse dans le comté de La Crosse (Wisconsin).

## Territoire
Le diocèse s'étend à l'ouest de l'État du Wisconsin et englobe dix-nef comtés avec 159 paroisses dans un territoire de 39 037 km2.

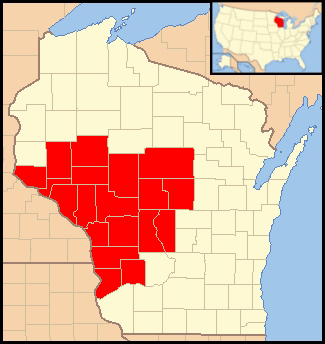
Localisation du diocèse.

## Historique
Le diocèse a été érigé le 3 mars 1868, recevant son territoire du diocèse de Milwaukee (aujourd'hui archidiocèse). Il devient suffragant de l'archidiocèse de Milwaukee, lorsque celui-ci est érigé en 1875. Il cède le 3 mars 1905 et le 22 décembre 1945 des portions de territoire pour la fondation respective des diocèses de Superior (en) et de Madison (en)

## Statistiques
Le diocèse avait au 31 décembre 2004 une population de 202 540 baptisés sur une population totale de 863 610 habitants, desservie par 191 prêtres (dont un régulier), accompagnée d'un religieux et de 467 religieuses.
Le diocèse avait au 31 décembre 2007 une population de 204 000 baptisés sur une population totale de 893 000 habitants, desservie par 171 prêtres (dont un régulier), accompagnée d'un religieux et de 417 religieuses.

## Ordinaires
- Liste des évêques de La Crosse

## Source
- (it) Cet article est partiellement ou en totalité issu de l’article de Wikipédia en italien intitulé « Diocesi di La Crosse » (voir la liste des auteurs).